# Clube DataRo de Ciclismo/Saison 2013
Dieser Artikel listet Erfolge und Fahrer des Radsportteams Clube DataRo de Ciclismo in der Saison 2013 auf.

## Zugänge – Abgänge
| Zugänge          | Team 2012         | Abgänge                     | Team 2013                 |
| ---------------- | ----------------- | --------------------------- | ------------------------- |
| Kleber Ramos     | Real Cycling Team | Thiago Dosanoski            | Avai FC/FME Florianopolis |
| Felipe da Silva  | FW Engenharia     | André Coelho                | Unbekannt                 |
| Cristian da Rosa | Ribeirão Preto    | Elvis de Mironda            | Unbekannt                 |
| Thiago da Silva  | Neoprofi          | Alcides Vieira              | Unbekannt                 |
|                  |                   | Lucas Onesco (bis 31. Juli) | Unbekannt                 |

## Mannschaft
| Name              | Geburtstag        | Nationalität |
| ----------------- | ----------------- | ------------ |
| Murilo Affonso    | 19. Juni 1991     | Brasilien    |
| Rodrigo Araújo    | 30. Juli 1987     | Brasilien    |
| Kleber Ramos      | 24. August 1985   | Brasilien    |
| Cristian da Rosa  | 4. September 1987 | Brasilien    |
| Eduardo Sales     | 13. Mai 1989      | Brasilien    |
| Renato dos Santos | 31. Januar 1983   | Brasilien    |
| Renato Seabra     | 25. April 1978    | Brasilien    |
| Felipe da Silva   | 15. November 1986 | Brasilien    |
| Sidnei da Silva   | 28. März 1982     | Brasilien    |
| Thiago da Silva   | 30. Januar 1989   | Brasilien    |
| Cleberson Weber   | 19. August 1984   | Brasilien    |